# شعب بن الجراح (حرض)
شعب بن الجراح هي إحدى قرى عزلة الفج بمديرية حرض التابعة لمحافظة حجة، بلغ تعداد سكانها 217 نسمة حسب تعداد اليمن لعام 2004.